# رابعة بنت كعب
رابعة بنت كعب القزداري والمعروفة أيضاً باسم «رابعة بلخي» و «زين العرب» هي شاعرة من أصول عربية وشخصية شبه اسطورية في الأدب الفارسي، كانت أول شاعرة في تاريخ الشعر الفارسي، كتبت الشعر باللغتين العربيّة والفارسية. كما أشير إليها في أشعار الرودكي وفريد الدين العطار. وقد سُجلت سيرتها الذاتية لأول مرة بواسطة «ظهير الدين عوفي» وأعاد روايتها «نور الدين الجامي». التاريخ الحقيقي لولادتها ولوفاتها ليس معروفاً بالضبط، ولكن يقال أنها من مواليد بلخ بخراسان (افغانستان)، حيث أشارت بعض المراجع إلى أنها عاشت خلال نفس فترة رودكي أبو الشعر الفارسي، وهو شاعر البلاط الملكي في عصر أمير الدولة السامانية نصر الثاني (914-943 م). كما ظهر اسمها وسيرتها الذاتية في كتاب «لباب الألباب» من تأليف محمد عوفي، وكتاب «متناويات» للعطار، و«نفحات الأنس» للجامي.

## حياتها
والدها كعب كان من المهاجرين العرب اللذين استوطنوا في خراسان شرق بلاد فارس خلال زمن «أبو مسلم الخراساني»، كان من زعماء البلاط الساماني وحاكم لسيستان وقندهار وبُست وبلخ التي عُرفت لدى العرب في القرنين الثامن والتاسع بأنها أم المدن.
رابعة كانت واحدة من أوائل الشعراء الذين كتبوا باللغة الفارسية الحديثة، فضلاً عن كونها واحدة من الكاتبات القليلات في بلاد فارس خلال العصور الوسطى اللاتي سجل التاريخ اسمهن، إلى جانب مهستي الكنجوية.
بعد وفاة والدها، ورث ابنه «حارث»، شقيق «رابعة»، منصبه. ووفقاً للأسطورة، كان لدى «حارث» خادم تركي يسمى «باكتاش». وقد وقعت أخته «رابعة» في حب «باكتاش» سراً. وفي إحدى الحفلات الملكية، سمع «حارث» سر «رابعة». فحبس «باكتاش» في بئر وقتل «رابعة» بقطع شريانها ثم حبسها في المرحاض. وقد كتبت آخر قصائدها بدمائها على حائط المرحاض حتى ماتت. أما «باكتاش» فقد هرب من البئر، وعندما علم بنبأ «رابعة»، ذهب إلى مكتب حاكم الإقليم واغتال «حارث»، ثم انتحر.
وقد ألهمت العلاقة الغرامية بين «رابعة» والخادم «باكتاش» الشاعر «رضا قلى خان» لتأليف مجموعته «بقتاشناما».

## الأدب
إدوارد براون، التاريخ الأدبي لبلاد فارس. (أربعة مجلدات، 2256 صفحة، 25 سنة من الكتابة). 1998. ISBN 0-7007-0406-X.
جان ريبكا: تاريخ الأدب الإيراني. شركة ريدل للنشر. 1968 OCLC 460598. ISBN 90-277-0143-1.
تشوبرا ر. م. «شاعرات الفارسية البارزات»، 2010، جمعية إيران، كلكتا.